# Allémosslav
Allémosslav (Arthonia muscigena) är en lavart som beskrevs av Thore M. Fries. 
Allémosslav ingår i släktet Arthonia och familjen Arthoniaceae.  Arten är reproducerande i Sverige. Inga underarter finns listade i Catalogue of Life.